# Grafton (Ohio)
Grafton è un villaggio degli Stati Uniti d'America, situato nello stato dell'Ohio, nella contea di Lorain.